# Think About Mutation
Think About Mutation, également surnommé et typographié ((tam)), est un groupe de metal industriel allemand, originaire de Leipzig. Formé en 1992, le groupe se sépare en 2002 après avoir réalisé cinq albums. La particularité de Think About Mutation est d'avoir, dès le début, mélangé des éléments de musique techno et dance à des guitares ayant une sonorité heavy metal.

## Biographie
Think About Mutation est formé en mai 1992 à Leipzig. Quelques mois plus tard, ils donnent leur premier concert au Connewitzer Klub Zoro, où le groupe répétera également plus tard. Le groupe publie en fin d'année la démo-tape Housebastards, réalisée par Mike Stolle, batteur pour le groupe Messer Banzani. La tape se vend très bien et donne au groupe de nombreuses opportunités de jouer en concert à l'échelle nationale. La réputation acquise sur scène par Think About Mutation attire l'intérêt de certaines compagnies de disques. Le groupe opte pour un contrat avec le label berlinois Modern Music, auquel ils publient leur premier album Motorrazor. Cette sortie conduit à un grave malentendu : Mulder souhaitait de Think About Mutation une musique industrielle dans le style de Ministry, mais le groupe lui, souhaitait fusionner riffs metal et rave électronique. Motorrazor n'obtient donc pas le succès escompté, même si Think About Mutation réussit à se forger une place.
En 1994 sort leur deuxième album, Housebastards, avec Mike Stolle. Alliant metal et musique électronique, Think About Mutation part en tournée en Europe avec Helmet, Depeche Mode, Oomph!, Die Krupps, Moby et Godflesh. En mai 1996, le groupe publie l'album Hellraver, produit par Rüdiger V. Schlüter, dont le son, plus perfectionné, fait usage de breakbeats et d'éléments sonores issus du punk. Motor Music s'intéresse et signe Think About Mutation. Ils y font paraître l'album Virus en février 1998, mais le groupe, cependant, change d'image. Virus est bien plus pop et grand public que ses prédécesseurs. En mi-1998, le groupe entre en studio avec Billy Gould de Faith No More à Berlin pour produire la piste Two Tribes. Gould produit par la suite leur cinquième album Highlife, à San Francisco. Motor Music en attend beaucoup, mais le succès est relativement faible, même avec la popularité du single Two Tribes. Le groupe perd son contrat et se met en pause, alors que le chanteur Ralf Donis décide de quitter le groupe. Les musiciens restants tentent de le remplacer, mais finissent finalement par se séparer au printemps 2002 après dix ans d'existence.

## Membres
- Donis - chant
- Joey Adler - guitare, programmation[3]
- Rajko - basse, programmation
- Kay - batterie, programmation
- Heavy - guitare
- Steffen - claviers

## Discographie
- 1993 : Motorazzor
- 1994 : Housebastards
- 1996 : Hellraver
- 1997 : Virus
- 1999 : Highlife